# Michael Shannon
Michael Corbett Shannon (n. 7 august 1974) este un actor și muzician american. A devenit cunoscut pentru rolul său din filmul 8 Mile (2002), în care l-a jucat pe prietenul mamei personajului lui Eminem (Kim Basinger). În 2008 a fost nominalizat la Premiul Oscar pentru cel mai bun actor în rol secundar pentru interpretarea lui John Givings din Nonconformiștii.

## Filmografie

### Film
| An   | Titlu                                    | Rol                 | Regizor                      | Note            |
| ---- | ---------------------------------------- | ------------------- | ---------------------------- | --------------- |
| 1993 | Groundhog Day                            | Fred                | Harold Ramis                 |                 |
| 1996 | Chain Reaction                           | Flower delivery man | Andrew Davis                 |                 |
| 1997 | Chicago Cab                              | Crackhead           | Mary Cybulski & John Tintori |                 |
| 1999 | Jesus' Son                               | Dundun              | Alison Maclean               |                 |
| 1999 | The Ride                                 | Jimmy               | Jeff Myers                   |                 |
| 2000 | The Photographer                         | Maurice             | Jeremy Stein                 |                 |
| 2000 | Tigerland                                | Randy Charles       | Joel Schumacher              |                 |
| 2000 | Cecil B. DeMented                        | Petie               | John Waters                  |                 |
| 2000 | Mullitt                                  |                     | Pat Healy                    | Short film      |
| 2001 | Pearl Harbor                             | Lt. Gooz Wood       | Michael Bay                  |                 |
| 2001 | New Port South                           | Stanton             | Kyle Cooper                  |                 |
| 2001 | Vanilla Sky                              | Aaron               | Cameron Crowe                |                 |
| 2002 | High Crimes                              | Troy Abbott         | Carl Franklin                |                 |
| 2002 | 8 Mile                                   | Greg Buehl          | Curtis Hanson                |                 |
| 2003 | Kangaroo Jack                            | Frankie Lombardo    | David McNally                |                 |
| 2003 | Bad Boys II                              | Floyd Poteet        | Michael Bay                  |                 |
| 2003 | Grand Theft Parsons                      | Larry Oster-Berg    | David Caffrey                |                 |
| 2004 | Water                                    | Bobby Matherson     | Jennifer Houlton             |                 |
| 2004 | Criminal                                 | Gene                | Gregory Jacobs               |                 |
| 2004 | Dead Birds                               | Clyde               | Alex Turner                  |                 |
| 2004 | Zamboni Man                              | Walt                | Seth Henrikson               | Short film      |
| 2004 | The Woodsman                             | Rosen               | Nicole Kassell               |                 |
| 2006 | Bug                                      | Peter Evans         | William Friedkin             |                 |
| 2006 | World Trade Center                       | Dave Karnes         | Oliver Stone                 |                 |
| 2006 | Let's Go to Prison                       | Lynard              | Bob Odenkirk                 |                 |
| 2006 | Marvelous                                | John                | Síofra Campbell              |                 |
| 2007 | Shotgun Stories                          | Son Hayes           | Jeff Nichols                 |                 |
| 2007 | Blackbird                                | Murl                | Adam Rapp                    |                 |
| 2007 | Lucky You                                | Ray Zumbro          | Curtis Hanson                |                 |
| 2007 | Before the Devil Knows You're Dead       | Dex                 | Sidney Lumet                 |                 |
| 2008 | Nonconformiștii (film)                   | John Givings        | Sam Mendes                   |                 |
| 2009 | The Missing Person                       | John Rosow          | Noah Buschel                 |                 |
| 2009 | Bad Lieutenant: Port of Call New Orleans | Mundt               | Werner Herzog                |                 |
| 2009 | My Son, My Son, What Have Ye Done?       | Brad McCullum       | Werner Herzog                |                 |
| 2010 | The Runaways                             | Kim Fowley          | Floria Sigismondi            |                 |
| 2010 | Herbert White                            | Herbert             | James Franco                 | Short film      |
| 2010 | 13                                       | Henry               | Géla Babluani                |                 |
| 2010 | Jonah Hex                                | Dr. Cross Williams  | Jimmy Hayward                |                 |
| 2011 | Take Shelter                             | Curtis LaForche     | Jeff Nichols                 |                 |
| 2011 | Return                                   | Mike                | Liza Johnson                 |                 |
| 2011 | The Broken Tower                         | Emile               | James Franco                 |                 |
| 2011 | Machine Gun Preacher                     | Donnie              | Marc Forster                 |                 |
| 2012 | Mud                                      | Uncle Galen         | Jeff Nichols                 |                 |
| 2012 | Premium Rush                             | Bobby Monday        | David Koepp                  |                 |
| 2012 | The Iceman                               | Richard Kuklinski   | Ariel Vromen                 |                 |
| 2012 | Happy Hour                               | Just Mike           | Brian Devine                 | Short film      |
| 2013 | Man of Steel                             | General Zod         | Zack Snyder                  |                 |
| 2013 | The Harvest                              | Richard             | John McNaughton              |                 |
| 2014 | Young Ones                               | Ernest Holm         | Jake Paltrow                 |                 |
| 2014 | They Came Together                       | Spike               | David Wain                   | Cameo           |
| 2014 | She's Funny That Way                     | Policeman Macy's    | Peter Bogdanovich            | Cameo           |
| 2014 | 99 Homes                                 | Rick Carver         | Ramin Bahrani                |                 |
| 2015 | Freeheld                                 | Dane Wells          | Peter Sollett                |                 |
| 2015 | The Night Before                         | Mr. Green           | Jonathan Levine              |                 |
| 2016 | Complete Unknown                         | Tom                 | Joshua Marston               |                 |
| 2016 | Frank & Lola                             | Frank               | Matthew Ross                 |                 |
| 2016 | Midnight Special                         | Roy                 | Jeff Nichols                 |                 |
| 2016 | Batman v Superman: Dawn of Justice       | General Zod         | Zack Snyder                  | Cameo           |
| 2016 | Wolves                                   | Lee Keller          | Bart Freundlich              |                 |
| 2016 | Poor Boy                                 | Blayde Griggs       | Robert Scott Wildes          |                 |
| 2016 | Elvis & Nixon                            | Elvis Presley       | Liza Johnson                 |                 |
| 2016 | Loving                                   | Grey Villet         | Jeff Nichols                 |                 |
| 2016 | Salt and Fire                            |                     | Werner Herzog                | Post-production |
| 2016 | Nocturnal Animals                        |                     | Tom Ford                     | Post-production |
| 2017 | The Price                                |                     | Siofra Campbell              | Post-production |
| 2017 | Pottersville                             | Maynard             | Seth Henrikson               | Post-production |

### TV
| An        | Titlu                             | Rol                 | Note                  |
| --------- | --------------------------------- | ------------------- | --------------------- |
| 1992      | Overexposed                       | Young man           | Television film       |
| 1992      | Angel Street                      | Patrick Mulligan    | Television film       |
| 1998–1999 | Early Edition                     | Merle / Mr. Andrews | 2 episodes            |
| 1999      | Turks                             | Man                 | Episode: "Pilot"      |
| 2005      | Law & Order: Special Victims Unit | Avery Shaw          | Episode: "Quarry"     |
| 2009      | Delocated                         | Mark                | Episode: "Sick of It" |
| 2010–2014 | Boardwalk Empire                  | Nelson Van Alden    | 35 episodes           |